# Pogumno srce
Pogumno srce (angleško Braveheart) je ameriški epski vojni film iz leta 1995, ki ga je režiral in koproduciral Mel Gibson ter v njem odigral tudi glavno vlogo Williama Wallacea, škotskega bojevnika iz poznega 13. stoletja. Film je zgodovinska fikcija in temelji na Wallacevem vodenju upora Škotov v prvi vojni za neodvisnost proti kralju Edvardu I. Angleškemu. V glavnih vlogah nastopajo še Sophie Marceau, Patrick McGoohan in Catherine McCormack. Scenarij je napisal Randall Wallace, navdih je črpal tudi iz epske pesmi The Actes and Deidis of the Illustre and Vallyeant Campioun Schir William Wallace Slepega Harryja iz ok. 1480-tih.
Glavno snemanje je potekalo med junijem in oktobrom 1994 na Škotskem in Irskem s proračunom 65–70 milijonov USD. Producirali sta ga družbi Icon Productions in The Ladd Company, distribuirali pa Paramount Pictures v Severni Ameriki in 20th Century Fox mednarodno. Premierno je bil prikazan 18. maja 1995 na Filmskem festivalu v Seattlu, šest dni kasneje pa še v ameriških kinematografih. Naletel je na dobre ocene kritikov, ki so pohvalili igro, režijo, scenografijo, prizore bitke in glasbo, kritizirali pa netočnosti glede naziva Wallacea, romanc in oblačil. Tudi finančno je bil uspešen z več kot 210 milijonov USD prihodkov po svetu. Na 68. podelitvi je bil nominiran za oskarja v desetih kategorijah, osvojil pa nagrade za najboljši film, režijo, fotografijo, masko in montažo zvoka. Nominiran je bil tudi za sedem nagrad BAFTA, od katerih je bil nagrajen za najboljšo fotografijo in kostumografijo, ter štiri zlate globuse, od katerih je bil nagrajen za najboljšo režijo. Leta 2019 je bilo posneto nadaljevanje Robert Bruce pod drugim režiserjem in Angusom Macfadyenom v naslovni vlogi.

## Vloge
- Mel Gibson kot William Wallace
  - Jamie Robinson kot mladi William Wallace
- Sophie Marceau kot princesa Izabela Francoska
- Angus Macfadyen kot Robert Bruce
- Patrick McGoohan kot kralj Edvard I. Angleški
- Catherine McCormack kot Murron MacClannough
  - Mhairi Calvey kot mladi Murron
- Brendan Gleeson kot Hamish
  - Andrew Weir kot mladi Hamish
- Peter Hanly kot princ Edvard
- James Cosmo kot Campbell
- David O'Hara kot Stephen Irski
- Ian Bannen kot Bruceov oče
- Seán McGinley kot MacClannough
- Brian Cox kot Argyle Wallace
- Sean Lawlor kot Malcolm Wallace
- Sandy Nelson kot John Wallace
- Stephen Billington kot Phillip
- John Kavanagh kot Craig
- Alun Armstrong kot Mornay
- John Murtagh kot Lochlan
- Tommy Flanagan kot Morrison
- Donal Gibson kot Stewart
- Jeanne Marine kot Nicolette
- Michael Byrne kot Smythe
- Malcolm Tierney kot sodnik
- Bernard Horsfall kot Balliol
- Peter Mullan kot veteran
- Gerard McSorley kot Cheltham
- Richard Leaf kot guverner Yorka
- Mark Lees kot stari Škot
- Tam White kot MacGregor
- Jimmy Chisholm kot Faudron
- David Gant kot kraljevi sodnik